# Comores Aviation
Comores Aviation is een luchtvaartmaatschappij uit de Comoren met haar thuisbasis in Moroni.

## Geschiedenis
Comores Aviation is opgericht in 2001.

## Diensten
Comores Aviation voert lijnvluchten uit naar:(april 2007)
- Anjouan, Dzaoudzi, Majunga, Mogheli, Moroni.

## Vloot
De vloot van Comores Aviation bestaat uit:(april 2007)
- 1 Handley Page HS-748-300
- 1 LET-401 UVP